# Kota Bawah Barat
Kota Bawah Barat is een bestuurslaag in het regentschap Sabang van de provincie Atjeh, Indonesië. Kota Bawah Barat telt 3069 inwoners (volkstelling 2010).